# Stenotaenia iliensis
Stenotaenia iliensis är en flockblommig växtart som beskrevs av M.S. Bajtenov. Stenotaenia iliensis ingår i släktet Stenotaenia och familjen flockblommiga växter. Inga underarter finns listade i Catalogue of Life.